# Hrvoje Kačić
Hrvoje Kačić, né le 12 janvier 1932 à Dubrovnik (Royaume de Yougoslavie) et mort le 14 février 2023 à Zagreb, est un joueur de water-polo puis un avocat yougoslave et un homme politique croate.

## Biographie
Hrvoje Kačić est médaillé d'argent olympique aux Jeux d'été de 1956 à Melbourne. Il est aussi médaillé de bronze au Championnat d'Europe de water-polo masculin 1950 à Vienne et vainqueur des Jeux méditerranéens de 1959 à Beyrouth.
Il est docteur en droit maritime de l'université de Zagreb en 1965.
Il est élu à la Diète croate aux élections législatives croates de 1990, sans étiquette politique, et il est de 1994 à 2001 président de la Commission des Frontières de la République de Croatie